# Alice Pagani

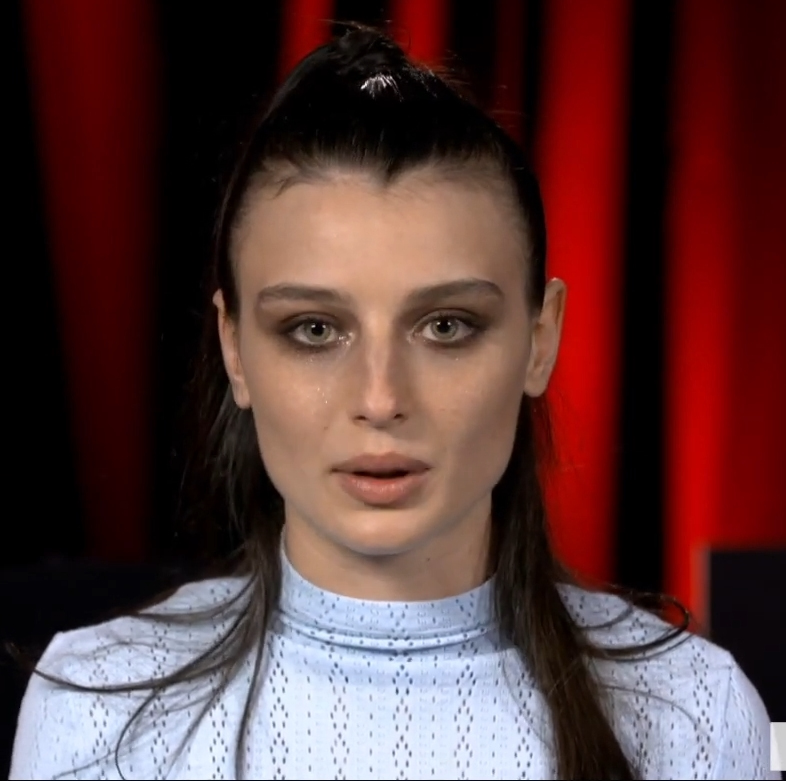
Alice Pagani (April 2021)

Alice Pagani (* 19. Februar 1998 in Ascoli Piceno, Marken) ist eine italienische Schauspielerin und Model.

## Leben
Bereits im Alter von zwölf Jahren begann Pagani, in Mailand als Model zu arbeiten. Mit 17 Jahren zog sie nach Rom, wo sie an Schauspielausbildungen teilnahm. Im Jahr 2016 debütierte sie im Spielfilm Il permesso – 48 ore fuori. Im deutschsprachigen Raum wurde Pagani besonders durch ihre Rolle der Ludovica Storti in der Netflix-Produktion Baby bekannt, die von 2018 bis 2020 in drei Staffeln produziert wurde. Sie spielte neben Benedetta Porcaroli eine Hauptrolle. Die Geschichte basiert lose auf einem Skandal, der 2014 in Italien Aufsehen erregte, als öffentlich wurde, dass zwei italienische Schülerinnen eines Gymnasiums im Wohnviertel Parioli als Teilzeitprostituierte arbeiteten. 2021 erschien sie auf dem Cover der italienischen Ausgabe von Vanity Fair.
Gemeinsam mit dem Schauspieler Nicholas Hoult tritt sie in einer Werbekampagne für Emporio Armani auf. 2021 wurde ihr erstes Buch, der autobiografische Coming-of-Age-Roman Ophelia veröffentlicht. 2023 schloss sie ihr Studium an der London School of Dramatic Art mit einem Advanced Diplom in Schauspiel ab. Paganis deutsche Synchronsprecherin ist Daniela Molina.

## Filmografie (Auswahl)
- 2008: The Story of Your Life
- 2017: Il permesso – 48 ore fuori
- 2017: Classe Z
- 2018: Loro – Die Verführten (Loro)
- 2018–2020: Baby (Fernsehserie, 18 Folgen)
- 2019: Ricordi?
- 2019: The Poison Rose
- 2021: Töte mich nicht (Non mi uccidere)